# Telegrafia òptica

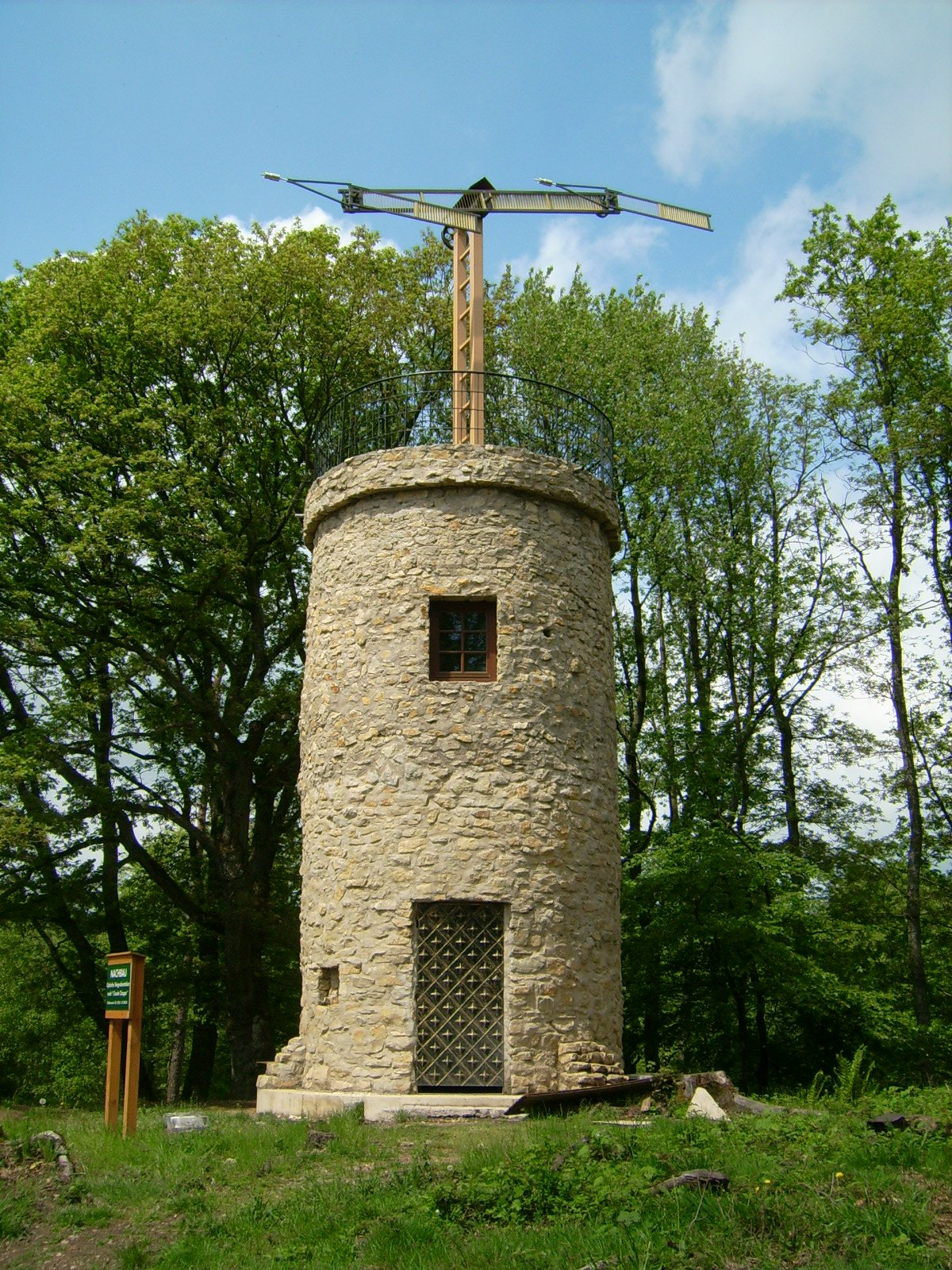
Telègraf òptic de Claude Chappe a Litermont prop de Nalbach, Alemanya.

La telegrafia òptica va ser el primer sistema telegràfic de la història que feia servir senyals enviats des de torres separades aproximadament uns deu quilòmetres l'una de l'altra.
Durant la Revolució Francesa, l'enginyer lionès Claude Chappe (1763-1805) va inventar i va reeixir imposar a l'estat francès el seu sistema revolucionari de transmissió per semàfors. El primer telègraf era òptic i totalment manual. Per transmetre un missatge entre dues ciutats, calia instal·lar, al capdamunt de torres altes, un sistema de braços articulats maniobrats per un operador. Des d'una torre l'operador veia la torre precedent i la següent. L'operador de cada una observava els senyals emesos amb l'ajuda dels braços articulats i els retransmetia a la torre següent.
Aquest sistema permetia transmetre missatges molt més ràpidament que amb el correu a cavall. Per exemple, connectava París amb Marsella en algunes hores fent servir un codi format de centenars de paraules i frases que accelerava la transmissió i en garantia una certa confidencialitat. Els grans defectes del sistema, però, eren que no podia funcionar ni a la nit ni amb mala visibilitat i mobilitzava una gran quantitat d'operadors.
A França, la telegrafia òptica va arribar a Perpinyà força tard, a partir de 1840, com a branca que sortia de Narbona, a la línia que unia Avinyó i Bordeus.

## Telegrafia òptica catalana
A Catalunya van coexistir dues línies, una de civil o general (Madrid-La Jonquera), i una altra de militar. A vegades hi havia dues torres de cantó al mateix indret (per exemple, les dues de Puigsardina, a Riudarenes).
La xarxa catalana de telegrafia òptica militar va ser ideada pel capità general de Catalunya Manuel Pavía i fou impulsada i acabada pel seu successor en el càrrec, el general Manuel Gutiérrez de la Concha. Es va construir per a facilitar la comunicació amb els pobles de l'interior del país i així combatre més eficaçment els rebels carlins. El disseny i la construcció de la xarxa fou encomanat al brigadier José Maria Mathé, el mateix que construïa la xarxa espanyola de telegrafia òptica civil. Per aquesta xarxa ideà un nou sistema de comunicació i va fer unes torres també diferents. Sembla que la direcció pràctica de la construcció la portava la Comissió Auxiliar Telegràfica formada per membres del cos d'enginyers de l'exèrcit sota el comandament del coronel Manuel Ramón García.

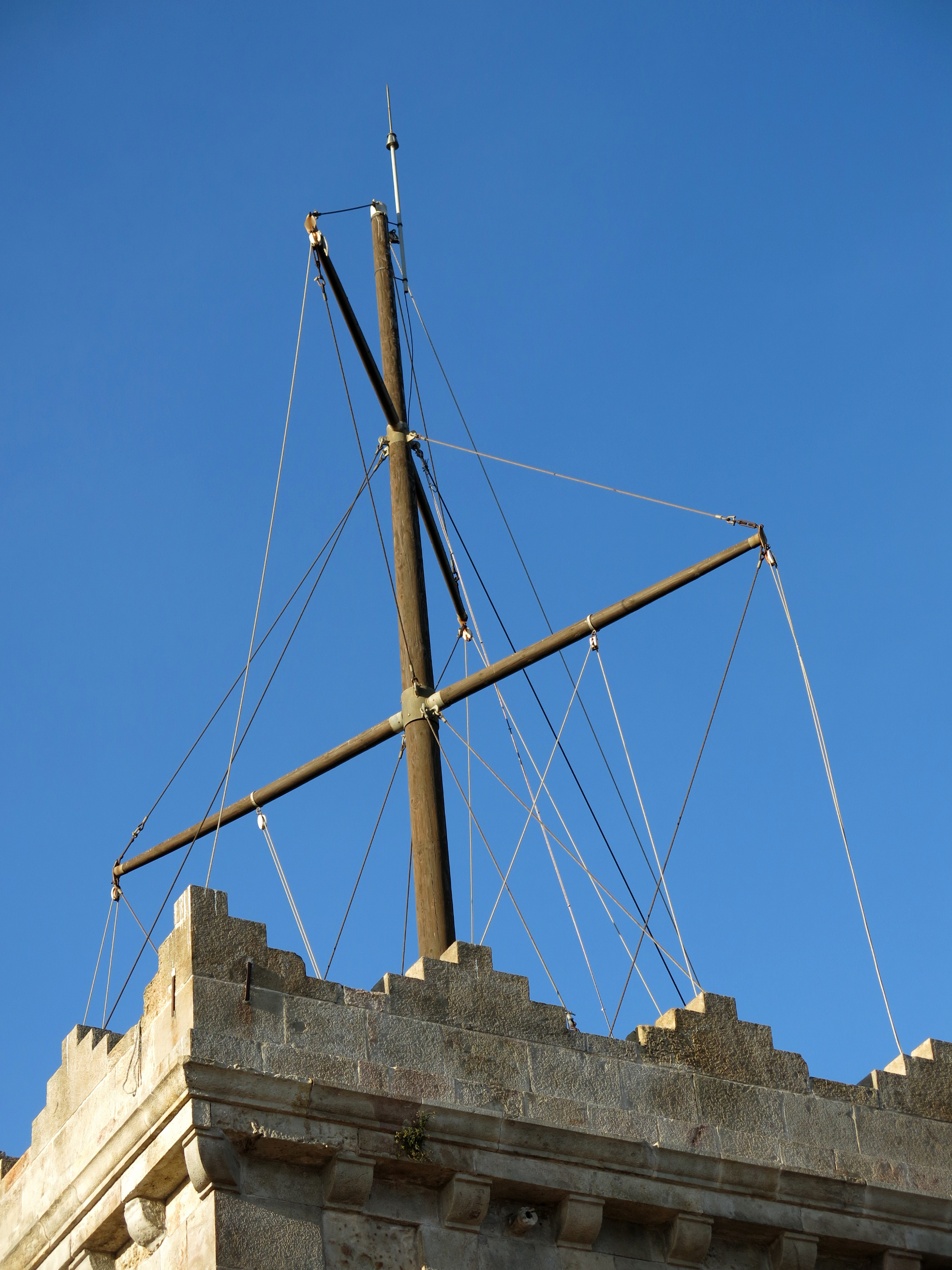
Sistema de telegrafia òptica de la torre de guaita del castell de Montjuïc

A la xarxa catalana de telegrafia òptica militar, el telègraf era situat al terrat de les torres (en altres llocs era a sobre un campanar o alguna construcció elevada). Tenia una bola que podia moure verticalment i ocupar cinc posicions diferents i una barra situada a mitjana altura que podia girar i disposar-se en quatre orientacions. Cadascuna de les 20 combinacions resultants tenia un significat numèric. La successió de valors numèrics constituïa el missatge que era traduït amb un diccionari o codificador que només tenien les autoritats militars pertinents. Les torres de la línia anaven reproduint successivament les disposicions del telègraf que observaven (amb un petit telescopi) en les torres veïnes i així el missatge circulava fins al seu destí.
Es va dissenyar i construir la xarxa en només dos anys del 1848 al 1849. Es va fer tan ràpid perquè es construïren poques torres de nova planta (la d'Avinyó n'és una) i molts telègrafs es col·locaren sobre campanars (a Artés) i construccions situades estratègicament en llocs elevats. A la fi, la xarxa va tenir una vuitantena torres i una longitud de 800 km, estructurada en línies radials que sortien de Barcelona. Les principals eren: la línia de Lleida, la de Solsona, la del Lluçanès (per Manresa), la de Vic i la de Girona-La Jonquera. Algunes s'intercomunicaven (Lluçanès amb Vic, i Vic amb Girona). Va funcionar durant catorze anys: des del 1848 fins al 1862, molts més que la xarxa civil espanyola.
La línia de Barcelona a Lleida s'iniciava al castell de Montjuïc i continuava cap a la torre de Sant Pere Màrtir, la torre de Sant Pere del Romaní i la torre de Castellbisbal, situada a tocar de Martorell.
La línia civil de telegrafia òptica Madrid-València-Barcelona entrava a Catalunya i passava per indrets com la torre de la Guardiola damunt de la Ràpita, la torre de les Guàrdies del Perelló, la torre de Salim al costat del castell de Sant Jordi d'Alfama, la torre actualment anomenada «del Sol» a Miami Platja (Mont-Roig del Camp), la torre de l'Esquirol de Cambrils, la torre de la Tossa a Salou, la torre del Pretori de Tarragona, la torre de Sant Antoni a Altafulla, la torre dels Masos a Coma-Ruga, l'Arboç, Vilafranca del Penedès, la torre de la Guàrdia (Subirats), la torre de l'Ordal i damunt de l'ermita desapareguda al cim de Sant Pere Màrtir, finalitzant també al castell de Montjuïc. La distància entre la torre de Sant Pere Màrtir i la de l'Ordal és de 18 km, una distància gran, ja que habitualment la distància entre les torres era d'uns 10 km.

## Estat actual de les torres de telegrafia òptica
Algunes torres a Catalunya van decaure fins a desaparèixer completament, degut al fet que la telegrafia òptica no va estar operativa gaire temps. Moltes són en mal estat, i només unes poques s'han conservat bé. A part de l'interès arquitectònic i històric, s'hi afegeix l'atractiu turístic, perquè en estar en llocs alts, el paisatge que ofereixen sol ser extraordinari. Malgrat tot, algunes estan emboscades i la vegetació les malmet i les ha envoltades i tret la vista.

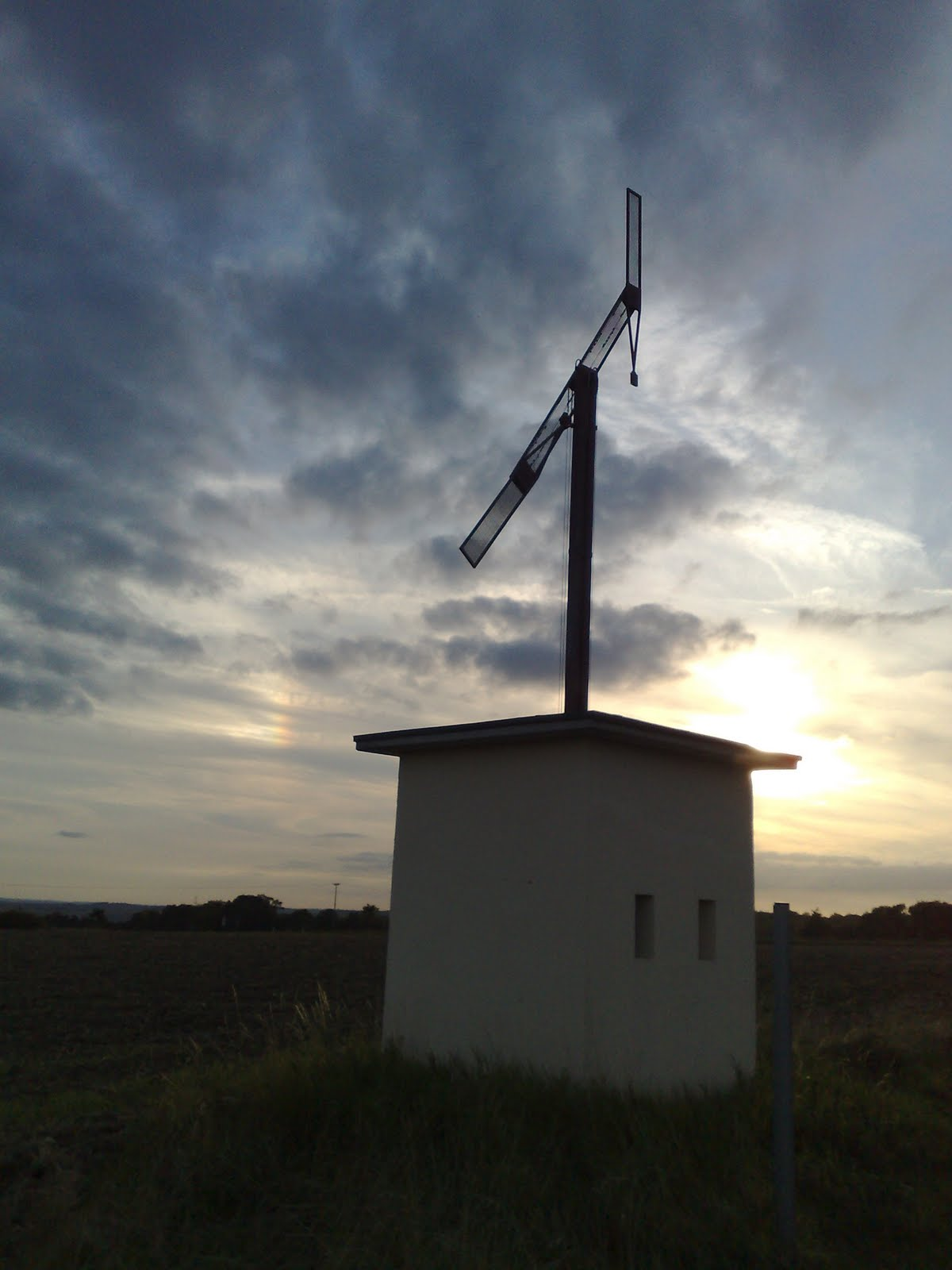
Una estació de telegrafia òptica.
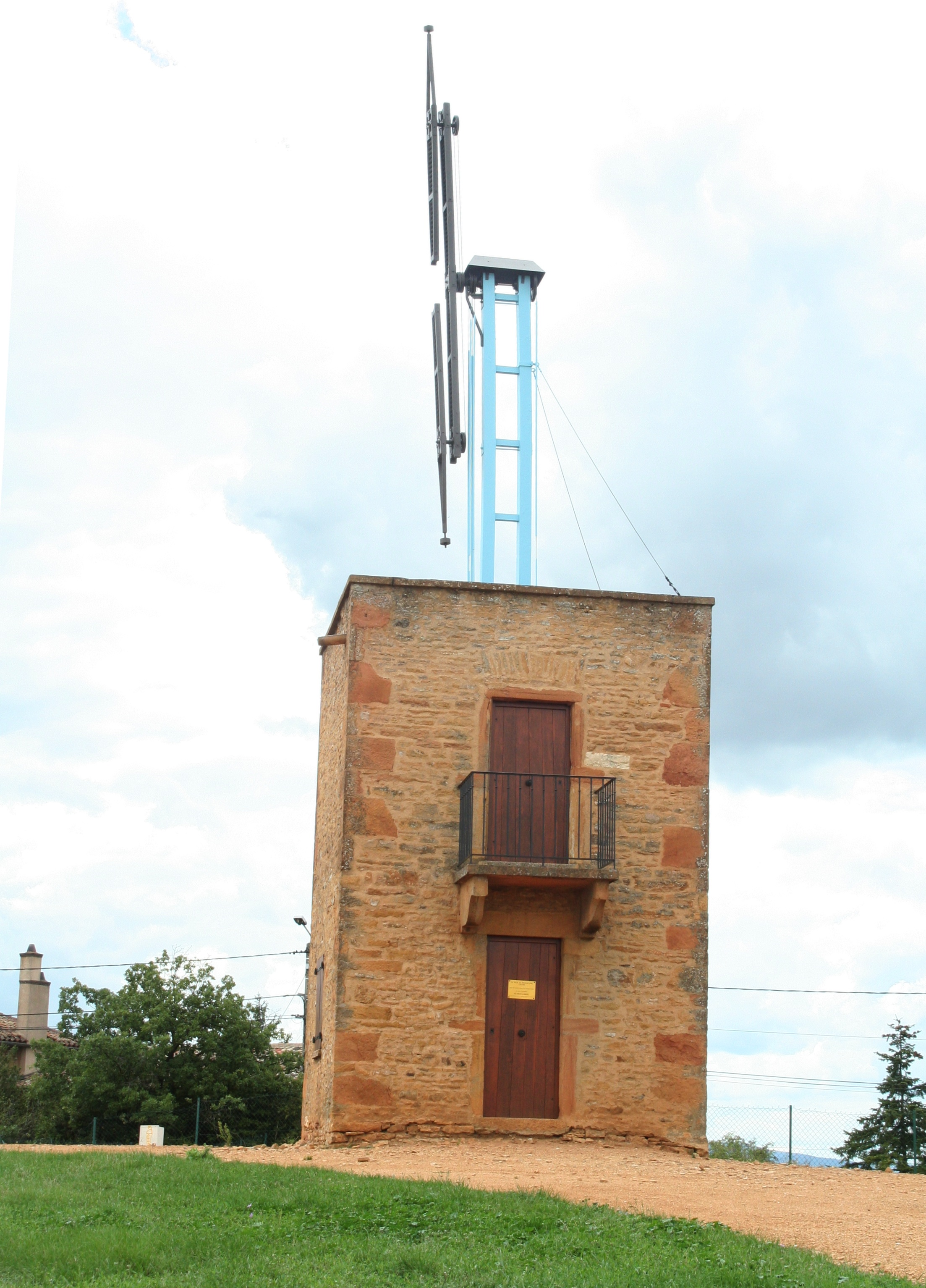
Una torre de telègraf òptic a Marcy, França. És una de les 58 estacions de la línia de París a Lió.
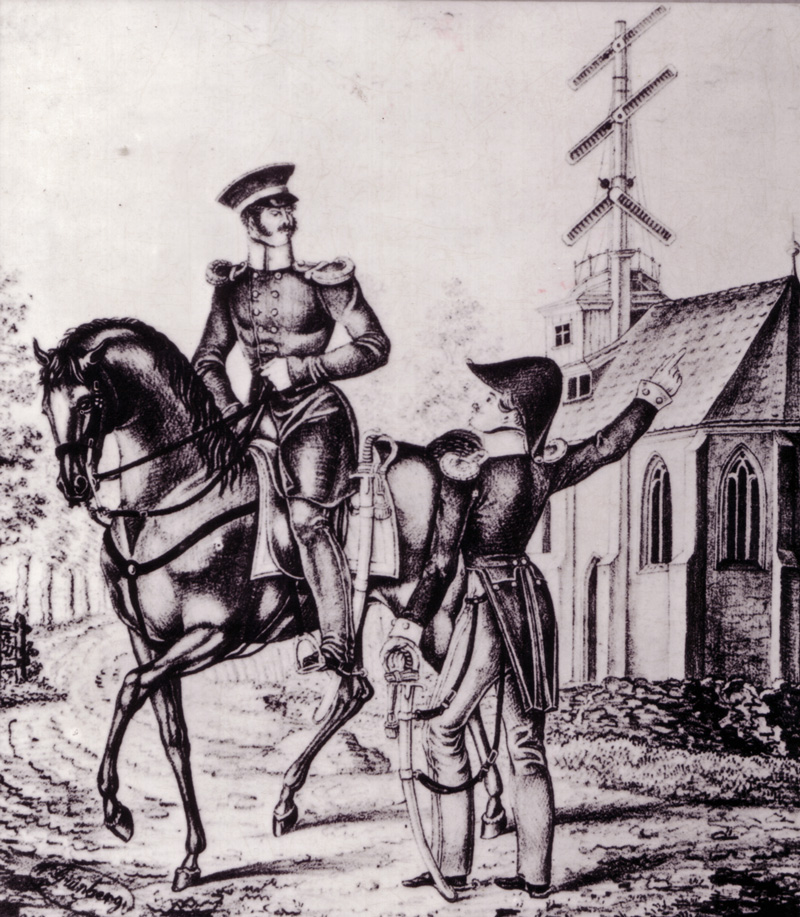
Un gravat mostrant una estació del telègraf òptic prussià a Berlin-Dahlem.
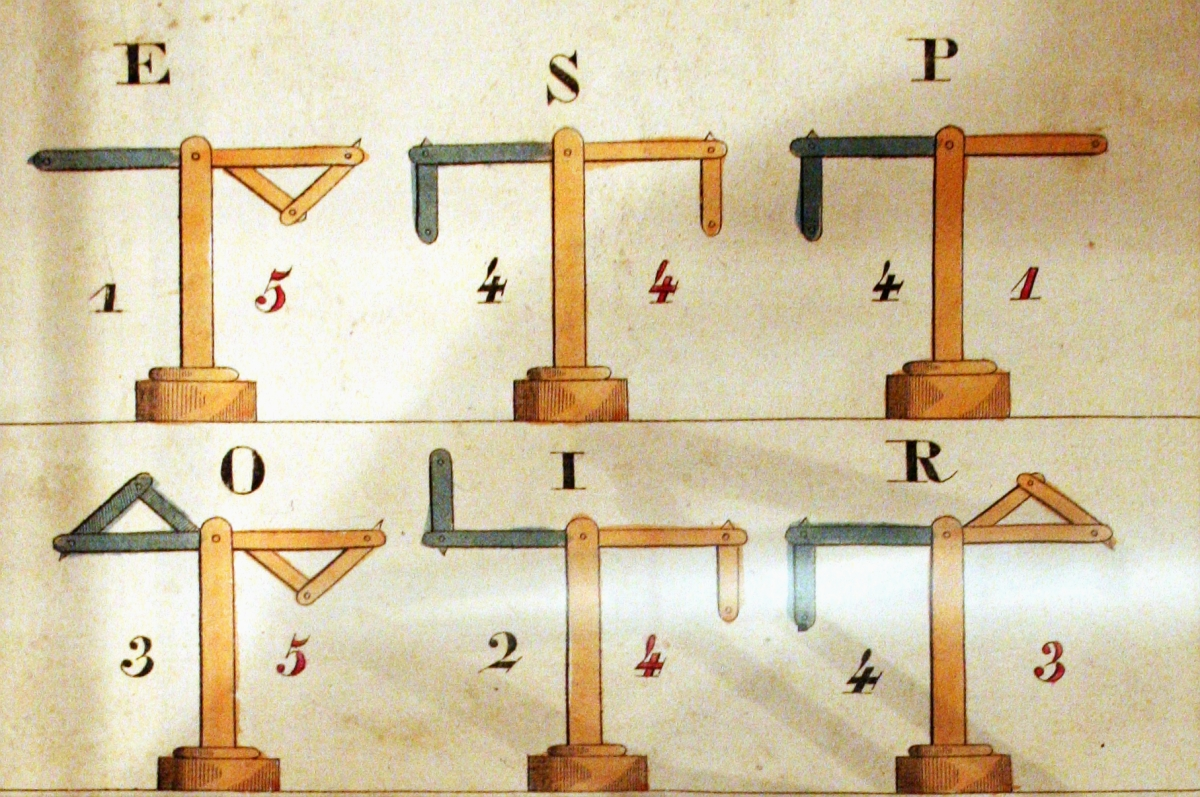
Un joc de nens "El Telègraf" de 1845, amb l'explicació de les posicions dels indicadors.
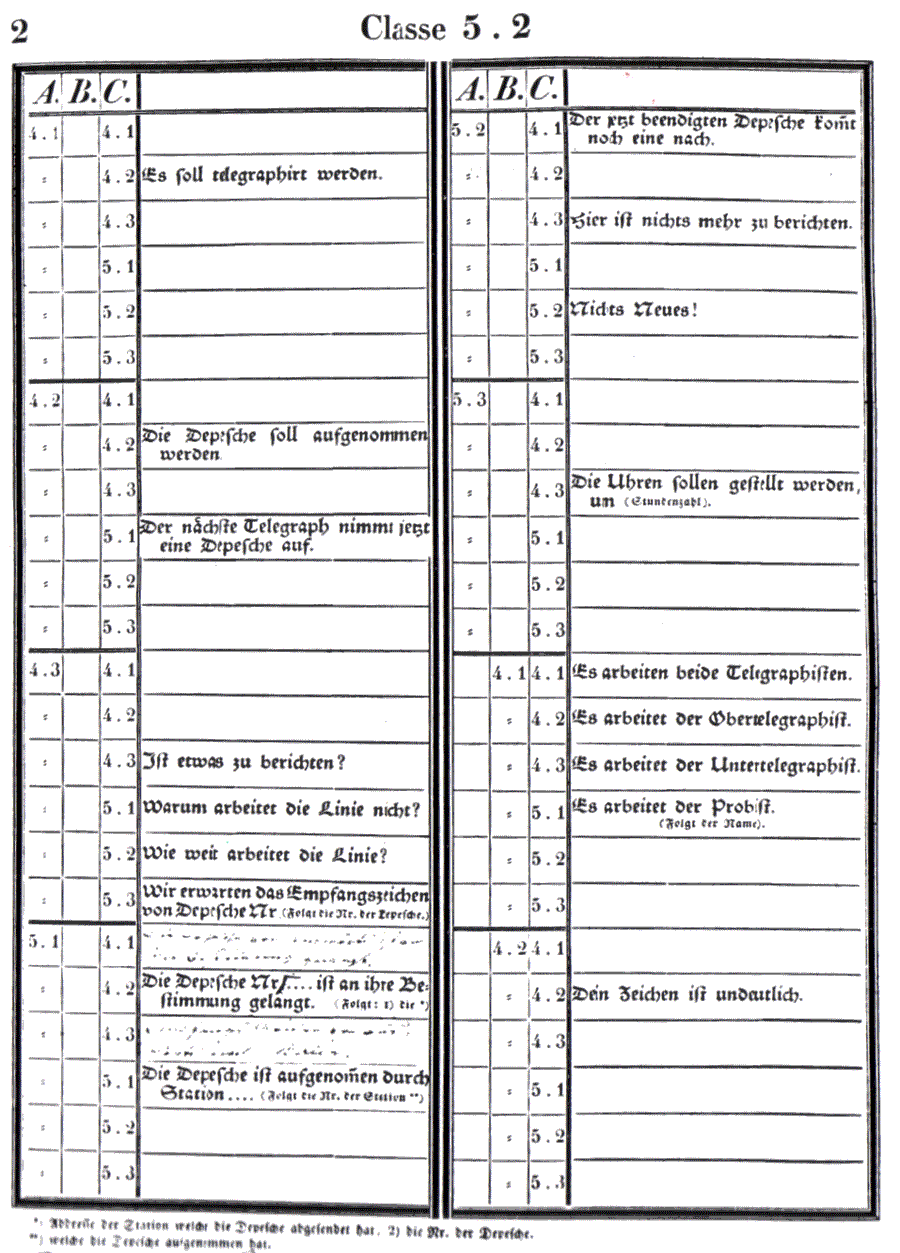
Una plana del codi del telègraf òptic prussià. Un únic codi podia correspondre a un nombre, una lletra, o una frase complexa.
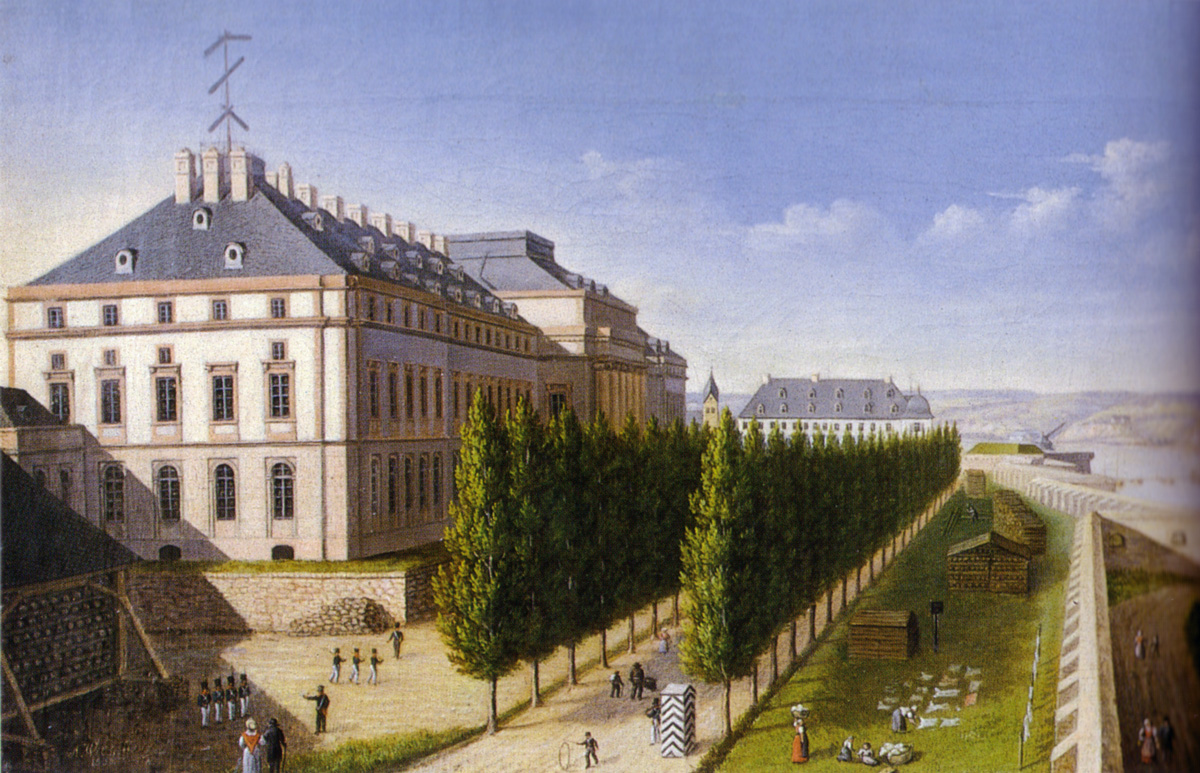
Darrera estació del telègraf òptic de Prússia a Koblenz, oli sobre tela.
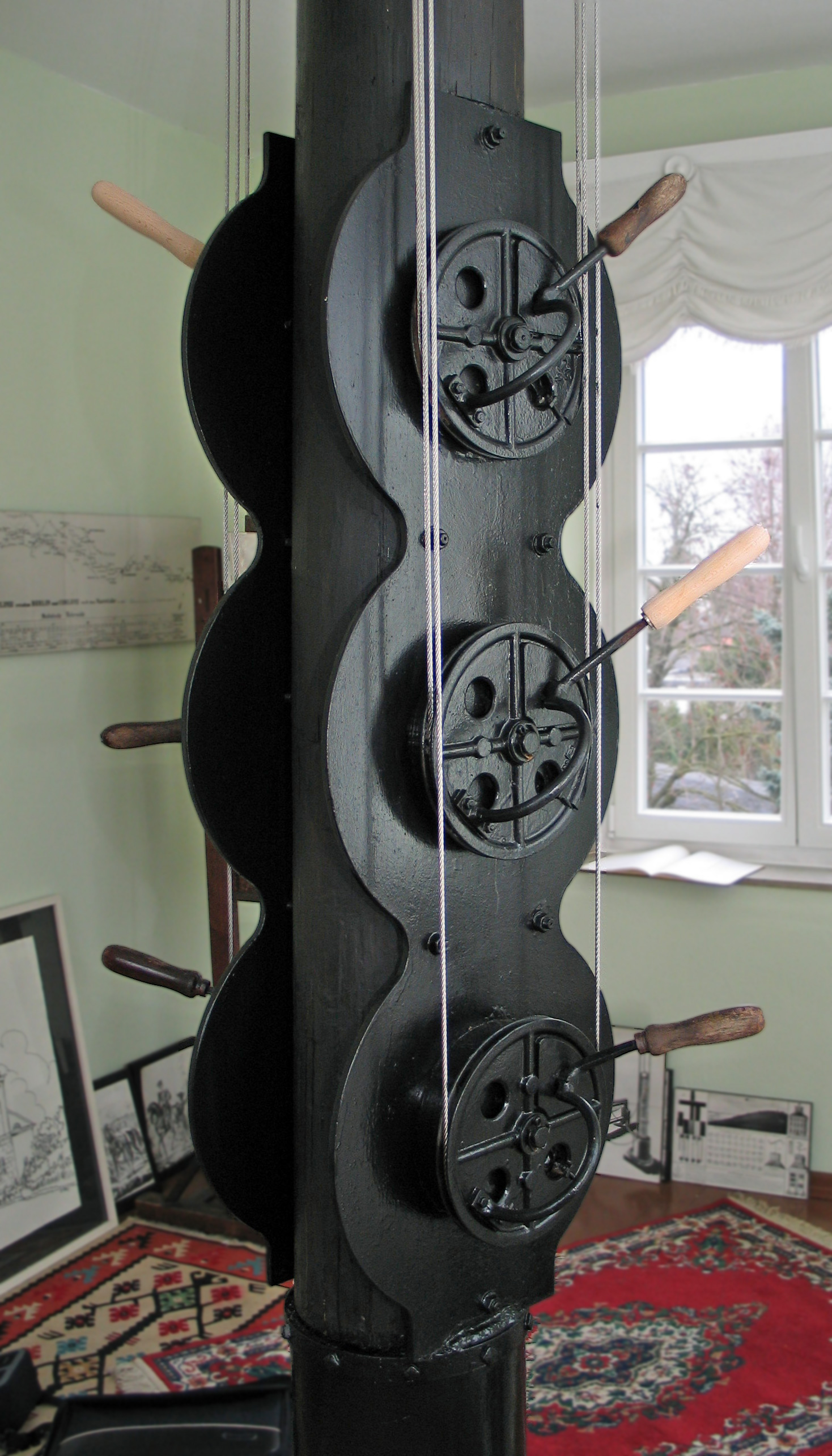
Comandaments d'un telègraf òptic prussià.
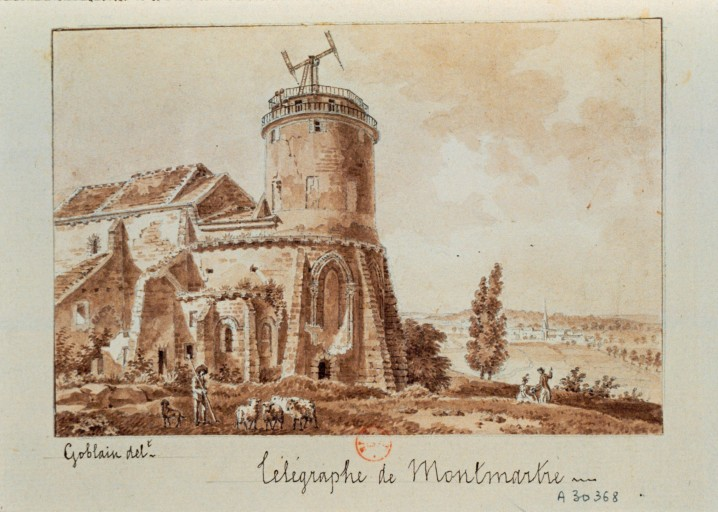
Telègraf de Montmartre, dibuix de Goblain, Antoine-Louis (1779-18...)